# Rotes Quartier
Das Rote Quartier ist ein statistischer Bezirk der Altstadt von Bern. Letztere ist geografisch mit dem Stadtteil I, Innere Stadt identisch. 
Gemeinsam mit dem Gelben Quartier bildet es das gebräuchliche Quartier Obere Altstadt. Das Rote Quartier reicht vom Obertor bis an den Käfigturm.

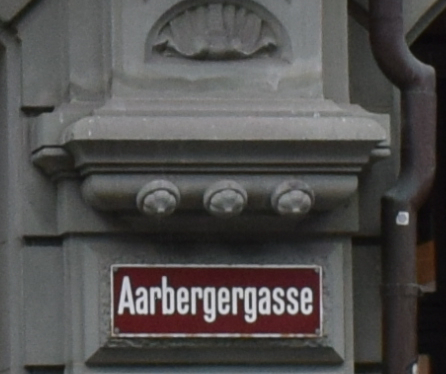
Rotes Strassenschild (2017)

Die Einteilung und Farbbezeichnungen gehen auf das Jahr 1798 zurück, als Napoleons Truppen anlässlich ihrer Einquartierung zur besseren Orientierung die Stadt in verschiedenfarbige Quartiere einteilten, da es noch keine Strassennamen gab bzw. die Soldaten mehrheitlich Analphabeten waren. Deshalb wurden zweisprachige Strassenschilder in entsprechenden Farben angefertigt, und diese Bezeichnungen bzw. Farbgebungen für Schilder halten sich bis heute.
Im Jahr 2022 wurden 292 Einwohner angegeben, davon 204 Schweizer und 88 Ausländer.
Ost-westlich verlaufen folgende Gassen:
- Hodlerstrasse
- Speichergasse
- Aarbergergasse
- Neuengasse
- Spitalgasse
- Schauplatzgasse
- Bundesgasse